# Anomis nigritarsis
Anomis nigritarsis är en fjärilsart som beskrevs av Walker 1857. Anomis nigritarsis ingår i släktet Anomis och familjen nattflyn. Inga underarter finns listade i Catalogue of Life.